# Radim Cvrček
Radim Cvrček (gebürtig: Radimír Cvrček; * 30. November 1931 in Zvírotice, Tschechoslowakei; † 29. April 2004 in Zlín, Tschechische Republik) war ein tschechoslowakischer Filmregisseur, Drehbuchautor und Filmschauspieler.

## Laufbahn
Cvrček bewarb sich nach dem Abitur im Jahr 1951 zunächst um eine Lehrerstelle. Infolge seines Militärdienstes wurde er jedoch Mitglied einer Künstlergruppe und wirkte von 1954 bis 1958 im  Tschechoslowakischen Staatlichen Gesangs- und Tanzensemble. Anschließen begann Cvrček ein Studium an der Film- und Fernsehfakultät der Akademie der Musischen Künste, unterbrach dies aber im darauffolgenden Jahr, um unter Oldřich Lipskýs Leitung an einer Tournee des Tschechoslowakischen Staatszirkus in den Nahen Osten teilzunehmen. Er war dabei als Leiter einer folkloristischen Tanzgruppe und als Clown aktiv.
Nach seiner Heimkehr setzte Cvrček das Studium bis 1963 fort, schrieb und inszenierte aber parallel dazu bereits Studentenfilme. Nach der Ausbildung übernahm ihn das Filmstudio Gottwaldov (später Bonton Atelier Zlín), wo er bis 2004 beschäftigt war. Nach Anfängen als Regieassistent und Darsteller sowie Regisseur des Kurzfilms Prva trieda (1962) trat Cvrček ab den späten 1960er Jahren regelmäßig als Filmemacher und Drehbuchautor in Erscheinung. Er schuf überwiegend Werke für Kinder und arbeitete häufig mit dem Szenenbildner Zdenek Rozkopal zusammen. Ein für ihn untypisches Projekt stellte das Sozialdrama Deti zítrku (1980) dar. Neben Kinoproduktionen drehte Cvrček in den Fernsehstudios von Prag und Bratislava auch Folgen für diverse TV-Serien.
Mehrere seiner Filme wurden bei Festivals prämiert, er selbst erhielt für Ferienfahrt mit Hindernissen (1967) beim zweiten Gottwaldov Film Festival im Jahr 1967 die Bronzemedaille.

## Filmografie (Auswahl)
- 1962: Die schwarze Dynastie (Černá dynastie) – Darsteller
- 1963: Seine Majestät, Kollege König (Král králů) – Regieassistent
- 1965: Eine ungewöhnliche Klasse (Neobyčejná třída) – Regieassistent und Darsteller
- 1965: Die gesammelten Rohheiten (Sběrné surovosti) (Kurzfilm) – Darsteller
- 1967: Kätzchen werden nicht mitgenommen (Kocky neberem) – Regieassistent
- 1967: Ferienfahrt mit Hindernissen (Táňa a dva pistolníci) – Regie und Drehbuch
- 1968: Die Giraffe im Fenster (Žirafa v okně) – Regie, Drehbuch und Darsteller
- 1970: Die blöden Erwachsenen dürfen alles (Dospěláci můžou všechno) – Regie, Drehbuch und Darsteller
- 1975: Sommer mit Katka (Léto s Katkou) (Fernsehserie, sieben Folgen)
- 1977: 30 Jungfrauen und Pythagoras (30 panen a Pythagoras) – Drehbuch
- 1978: Sie kam aus dem All (Spadla z oblakov) (Fernsehserie, 13 Folgen) – Regie
- 1979: Keine Endstation, nicht aussteigen (Nekonečná – nevystupovat) – Regie und Drehbuch
- 1981: Der älteste aller Spatzen (Najstarší zo všetkých vrabcov) – Darsteller
- 1983: Hinter der Scheune ist ein Drache (Za humny je drak) – Regie
- 1984: Der dritte Haken für Kater (Třetí skoba pro kocoura) – Regie und Drehbuch
- 1986: Safari (Fernsehserie, 13 Folgen) – Regie
- 1988: Gespenster aus dem Dachfenster (Strašidla z vikýře) – Regie und Drehbuch
- 1989: Hurra, ihm nach! (Hurá za ním) – Regie